# Equinox Desktop Environment
EDE lub Equinox Desktop Environment – lekkie środowisko graficzne dla systemów uniksowych.  
EDE bazuje na bibliotece FLTK. Wcześniejsze wersje (1.x) były oparte na eFLTK – własnej modyfikacji FLTK. Środowisko jest wizualnie bardzo podobne do starszych wersji Windows. Jest stworzone z myślą o starszych i mało wydajnych komputerach.

## EDE 2
W EDE 2 (obecnie wersja alpha) eFLTK zostało zastąpione przez FLTK i własną bibliotekę, edelib. 

## Dystrybucje z EDE

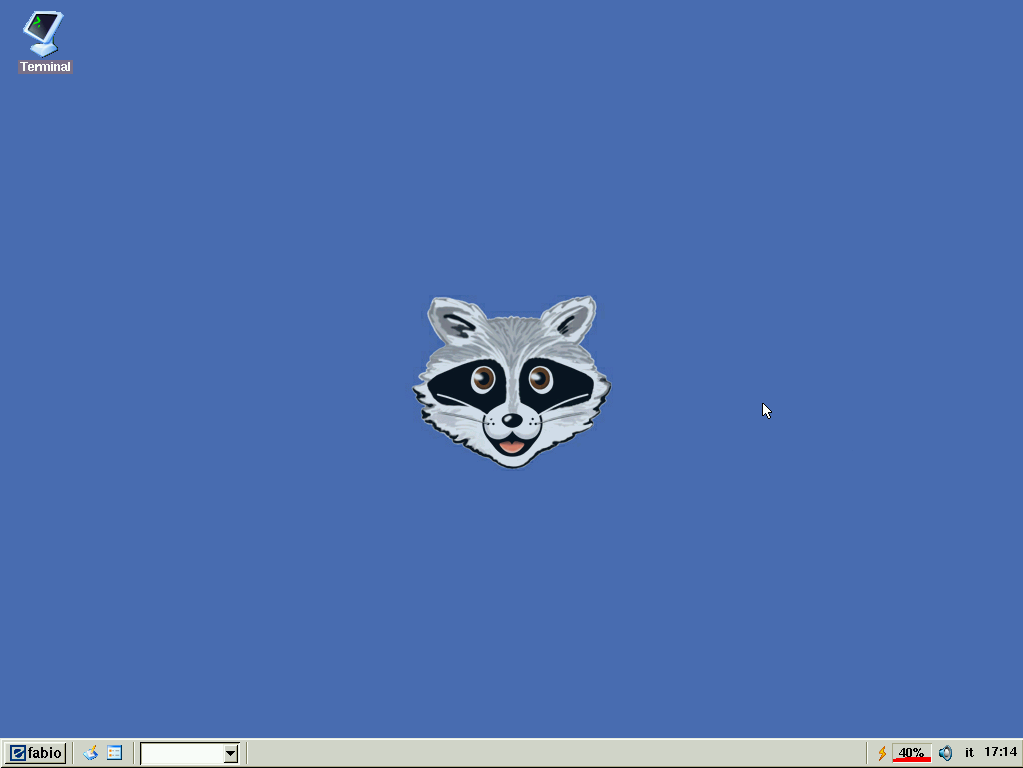
MINIX 3.1.7 running X11 with the Equinox Desktop Environment

EDE nie jest tak powszechne w dystrybucjach Linuksa, jak inne środowiska graficzne, takie jak KDE, GNOME i Xfce. EDE jest dostępne jako opcjonalny pakiet w Minix 3.
Od roku 2009 EDE zostało włączone do dystrybucji Mandriva.